# ドンチャン2
ドンちゃん2は、2000年にアルゼが開発・販売したパチスロ機である。

## 概要
711枚獲得可能の、リアルボルテージに搭載された7.77インチディスプレイを搭載。動くドンちゃんを楽しめるようになった。筐体左側にある十字キーやボタンでハナビカラーの青、大花火カラーの赤、そして本機より初登場の緑のドンちゃんのいずれかを選択しそれぞれ違った演出を楽しめるようになっている。ほかにも、現在のプレイ状況やリーチ目、ボーナス確率更には花火の豆知識など多種多様の情報が見られるようになっている。
本機においては、リール配列は『ハナビ』のものに準じているが一部変更されている。前述の通り、ドンちゃんのカラーは緑色になり、中リールの15枚役（涼）の下にあったボーナス絵柄が七からドンちゃんに変更されている。これは、七よりドンちゃんの方が見えやすいということで小役狙いをしやすくするための配慮である。右リールのHANABI絵柄では15枚役獲得できないので右リール適当押しが封じられてしまった。
また、ハナビのようにビッグ成立後小役カウンタがリセットされない、設定変更後はチェリー確率が大幅に跳ね上がるため、チェリーが頻発＝設定変更濃厚といったゲーム性を持つ。
ビッグボーナス中は平均400枚獲得可能だが、提灯フラグ成立時逆押しで上段受けになると、チェリーとの複合役にすることができ通常10枚のはずが14枚獲得できるので獲得枚数は更に伸ばせるものの、ビタ押しが必須で、失敗すると2枚しか獲得できなかったり最悪の場合取りこぼしになる。リプレイはずしはハナビ同様2ヶ所ハズシポイントが存在し難易度も同様。スペック違いに大量獲得タイプのデカドンちゃん2がある。
本筐体はミレニアム筐体と呼ばれ、それまでの筐体とはボタンの間隔が異なるため、慣れるまでは、空振りしてしまう打ち手が続出した。またレバーは上下だけではなく、全方向に対応するタイプとなっている。液晶での登場となり演出の幅が広がり、アルゼとしても本機が本格的な液晶演出の原点となった。
本機の販売にあたって、子会社であるSNKが営業を担当したが、アルゼは目標ノルマ未達を理由に報酬を支払っていない。このほか、SNK再建計画に「プログラマーやデザイナーなど明らかに営業に不向きな人間を営業に回す」などの案を出したり、岡田社長の指示でSNKに不渡りを出させながら、不渡りが出ると同時に自身を過去にさかのぼって解任し、先頭に立ってSNKから債権を取り立てるなど、パチスロ開発に必要な人材と知的資源だけアルゼに転籍させた（実際は競売に負けたり、早期退職・移籍されたりして、SNKの人的資源・知的資源はほとんどアルゼの手元に残っていない）あとは、まともに子会社のSNKを経営するつもりはなかったことが窺える（これは、ほかに買収したゲームメーカーのセタ、シグマなども同様である）。

## 関連商品
- 『パチスロアルゼ王国6』(アルゼ、2001年12月、PlayStation 2用ゲームソフト)